# Вёрпен
Вёрпен (нем. Wörpen) — посёлок в Германии, в земле Саксония-Анхальт. Входит в состав города Косвиг района Анхальт-Цербст.
Население — 266 человек (на 31 декабря 2007 года). Занимает площадь 20,45 км².
Упоминается в источниках 1317 года как Верпене.
Вёрпен ранее имел статус отдельной коммуны. 1 января 2008 года вошёл в состав города Косвиг.